# Mirosław Owczarek
Mirosław Owczarek (ur. 1957, zm. 8 sierpnia 2020) – polski pływak, paraolimpijczyk, multimedalista igrzysk paraolimpijskich.

## Życiorys
Jako sportowiec Startu Poznań brał udział w igrzyskach paraolimpijskich w latach 1976–1992, a także mistrzostwach Europy i świata we wszystkich stylach pływackich i na prawie wszystkich dystansach. Pierwszy medal zdobył na igrzyskach w Toronto w 1976. Łącznie zdobył wówczas trzy medale: złoty w sztafecie (3 x 100 m stylem zmiennym), dwa srebrne w sztafecie (3 x 50 m stylem dowolnym) i indywidualnie (50 m stylem klasycznym). W całej swojej karierze sportowej wywalczył 18 medali: siedem złotych, dziesięć srebrnych i jeden brązowy. W 1994 przepłynął, mimo wyjątkowo niesprzyjających warunków pogodowych, Kanał La Manche w sztafecie z innymi sportowcami niepełnosprawnymi. Był wśród laureatów plebiscytu 40-lecia na 10 Najwybitniejszych Sportowców z Niepełnosprawnością. 
Zmarł po długiej chorobie. W pogrzebie uczestniczył m.in. Arkadiusz Pawłowski. Spoczął w Siekierkach Wielkich. Został pośmiertnie odznaczony przez prezydenta Andrzeja Dudę Krzyżem Kawalerskim Orderu Odrodzenia Polski. Odznaczenie przekazała na ręce jego żony, Ewy, doradca Prezydenta RP, Paulina Malinowska-Kowalczyk. 